# В Брюж
„В Брюж“ (на английски: In Bruges) е британско-американски трагикомичен криминален филм от 2008 г. на режисьора Мартин Макдона. Премиерата е на 17 януари 2008 г. на кинофестивала „Сънданс“.

## Актьорски състав
| Актьор          | Роля        |
| --------------- | ----------- |
| Колин Фарел     | Рей         |
| Брендан Глийсън | Кен         |
| Ралф Файнс      | Хари Уотърс |
| Клеменс Поези   | Клои        |
| Джордан Прентис | Джими       |
| Текла Рьотен    | Мари        |
| Жереми Рение    | Айрик       |

## Награди и номинации
| Категория                              | Номиниран(и)                         | Резултат                    |
| Оскар (22 февруари 2009 г.)            | Оскар (22 февруари 2009 г.)          | Оскар (22 февруари 2009 г.) |
| -------------------------------------- | ------------------------------------ | --------------------------- |
| Най-добър оригинален сценарий          | Мартин Макдона                       | номинация                   |
| Награда на БАФТА (8 февруари 2009 г.)  |                                      |                             |
| Най-добър оригинален сценарий          | Мартин Макдона                       | награда                     |
| Най-добър британски филм               | Най-добър британски филм             | номинация                   |
| Най-добър филмов монтаж                | Най-добър филмов монтаж              | номинация                   |
| Най-добър актьор в поддържаща роля     | Брендан Глийсън                      | номинация                   |
| Златен глобус (11 януари 2009 г.)      |                                      |                             |
| Най-добър актьор в мюзикъл или комедия | Колин Фарел                          | награда                     |
| Най-добър филм – мюзикъл или комедия   | Най-добър филм – мюзикъл или комедия | номинация                   |
| Най-добър актьор в мюзикъл или комедия | Брендан Глийсън                      | номинация                   |
| Сателит (14 декември 2008 г.)          |                                      |                             |
| Най-добър филм – мюзикъл или комедия   | Най-добър филм – мюзикъл или комедия | номинация                   |
| Най-добър актьор в мюзикъл или комедия | Брендан Глийсън                      | номинация                   |
| Сатурн (25 юни 2009 г.)                |                                      |                             |
| Най-добър международен филм            | Най-добър международен филм          | номинация                   |
| Емпайър (29 март 2009 г.)              |                                      |                             |
| Най-добър британски филм               | Най-добър британски филм             | номинация                   |
| Най-добра комедия                      | Най-добра комедия                    | номинация                   |